# Dialoguistes
Les dialoguistes est un terme désignant une faction au sein de l'establishment politique et militaire pendant la Guerre civile algérienne, qui a opposé à partir de 1992 les rebelles islamistes au gouvernement. Les dialoguistes préconisaient un dialogue avec l’opposition islamiste du Front islamique du salut, dans la mesure qu'elle soit « disposée à admettre les règles du jeu démocratique et à dénoncer toute violence, d’où qu’elle vienne ». Ils se distinguaient des « éradicateurs », qui souhaitaient mener la lutte armée contre les forces rebelles jusqu'à leur suppression.